# Javoriv
Javoriv (ukrainsk: Яворів, polsk: Jaworów, jiddisch: יאַווואָראָווו , tysk: Jaworiw) er en by beliggende i Lviv region i vestlige Ukraine, som ligger omkring 15 kilometer fra den polske grænse. Det er det administrative centrum for Javoriv rajon og ligger ca. 50 km vest for oblastens hovedstad, Lviv. Byen havde i 2021 en befolkning på omkring 12.888.
Ikke langt fra den ligger vandkurstedet Shklo med svovlkilder.

## Historie
Byen blev første gang nævnt i skriftlige dokumenter i 1436. Den fik Magdeburgrettigheder i 1569 af den polske konge Sigismund 2. August af Polen. Jaworów var en kongeby i Polen. Den var en yndet residens for kong Johan Sobieski. I 1675 underskrev Johan Sobieski den polsk-franske Javoriv traktaten i byen, og der modtog han også pavens lykønskninger med hans succes mod tyrkerne ved Wien (1683).
Indtil Polens delinger var Jaworów et vigtigt handelscentrum, beliggende langs den vigtigste handelsrute fra Jarosław til Lwów. I 1772 blev den annekteret af Habsburgske kejserrige som en del af det østrigske Galicien, hvor den forblev indtil slutningen af 1918. I Galizien var det hovedsæde for et amt med en befolkning på næsten 11.000 indbyggere (polakker, jøder, ukrainere og tjekker).
I perioden umiddelbart efter Første Verdenskrig var området omkring Jaworów vidne til kampe under Den polsk-ukrainske krig. Efter krigen blev byen en del af Den anden polske republik, hvor den forblev indtil den fælles tysk-sovjetiske invasion af Polen, som startede Anden Verdenskrig, i september 1939. Jøderne i landsbyen var købmænd eller håndværkere. Der var en synagoge. 
Under invasionen af Polen, den 14.-16. september 1939, besejrede polakkerne de invaderende tyskere i Slaget ved Jaworów. På trods af sejren faldt byen snart til sovjetterne og var under Sovjetisk besættelse fra 1939 til 1941 og derefter under tysk besættelse indtil 1944.
I 1944 blev byen genbesat af Sovjetunionen, og i 1945 blev den til sidst annekteret fra Polen af Sovjetunionen i 1945.
Efter krigen rapporterede den sovjetiske ekstraordinære statskommission, at mere end 4.900 mennesker, de fleste af dem jøder, var blevet dræbt i Yavoriv, ud over dem, der blev sendt til Belzec.  Kun omkring 20 af byens jøder menes at have overlevet.
I årtierne mellem 1960'erne og 1990'erne var byen et svovlminecenter; der efterlod  udgravningsgruber og ødelagte  arealer  området mellem Javoriv og Novojavorivsk.
Den 10. december 1991 efter Sovjetunionens opløsning blev den en del af Ukraine.
Den 13. marts 2022, under den ruslands invasion af Ukraine 2022, bombarderede den militære base i Javoriv. En russisk militær talsmand hævdede, at angrebet dræbte op til 180 udenlandske lejesoldater. den ukrainske side hævdede, at der var mindst 35 døde og 134 sårede.  Angrebet blev hørt i nabolandet Polen.